# Delfim Netto
Antônio Delfim Netto GCC (São Paulo, 1 de maio de 1928 – São Paulo, 12 de agosto de 2024) foi um economista, professor universitário e político brasileiro filiado ao Progressistas (PP). Foi um dos signatários do Ato Institucional N° 5 (AI-5) e, até sua morte, último signatário vivo do mesmo.
Delfim foi membro da equipe de planejamento do governo paulista de Carlos Alberto de Carvalho Pinto em 1959, membro do Conselho Consultivo de Planejamento (Consplan), órgão de assessoria à política econômica do Governo Castelo Branco em 1965 e do Conselho Nacional de Economia no mesmo ano. Foi secretário de Fazenda do governo paulista de Laudo Natel em 1966 e 1967, ministro da Fazenda de 1967 a 1974 e embaixador do Brasil na França entre 1974 e 1978, ministro da Agricultura em 1979 e do Planejamento de 1979 a 1985. Deputado constituinte por São Paulo de 1987 a 1988 e federal por São Paulo entre 1988 e 2007.
Em dezembro de 1968, Delfim foi um dos signatários do Ato Institucional nº 5 (AI-5), decreto da ditadura militar que conferiu ao presidente da república o poder de decretar a intervenção nos estados e municípios, suspender os direitos políticos de quaisquer cidadãos e cassar mandatos eletivos federais, estaduais e municipais.
Em junho de 2016, a Polícia Federal, pela delegada da Operação Lava Jato, intimou-o a prestar esclarecimentos aos investigadores sobre por que recebeu, segundo seu sobrinho, 240 mil reais em dinheiro vivo entregues pelo "departamento de propina" da maior empreiteira do país em 22 de outubro de 2014 no escritório do advogado e sobrinho do ex-ministro Luiz Appolonio Neto, na capital paulista.
Em março de 2018, tornou-se alvo da operação da Lava Jato batizada de Operação Bona Fortuna, onde investigou pagamento de vantagens indevidas a políticos através do consórcio Norte Energia, responsável pelas obras da Usina Hidrelétrica de Belo Monte, no Pará.

## Vida pessoal
Descendente de imigrantes italianos, é filho de José e Maria Delfim, nascido no Cambuci, bairro industrial e de classe média de São Paulo. Estudou no Liceu Siqueira Campos e, em 1948, iniciou seus estudos universitários. Fez parte da terceira turma de estudantes de Economia na Universidade de São Paulo (USP), tendo sido presidente do Centro Acadêmico Visconde de Cairu antes de se formar, em 1951. No ano seguinte, foi contratado como assistente do professor Luiz de Freitas Bueno. Obteve o título de doutor com uma tese sobre o café. Em 1958, tornou-se catedrático da USP, onde permaneceu como professor aposentado.
Professor emérito da Faculdade de Economia e Administração da Universidade de São Paulo, onde fez sua carreira acadêmica, tornou-se professor titular de análise macroeconômica em 1983.

## Vida profissional

Em 1970.

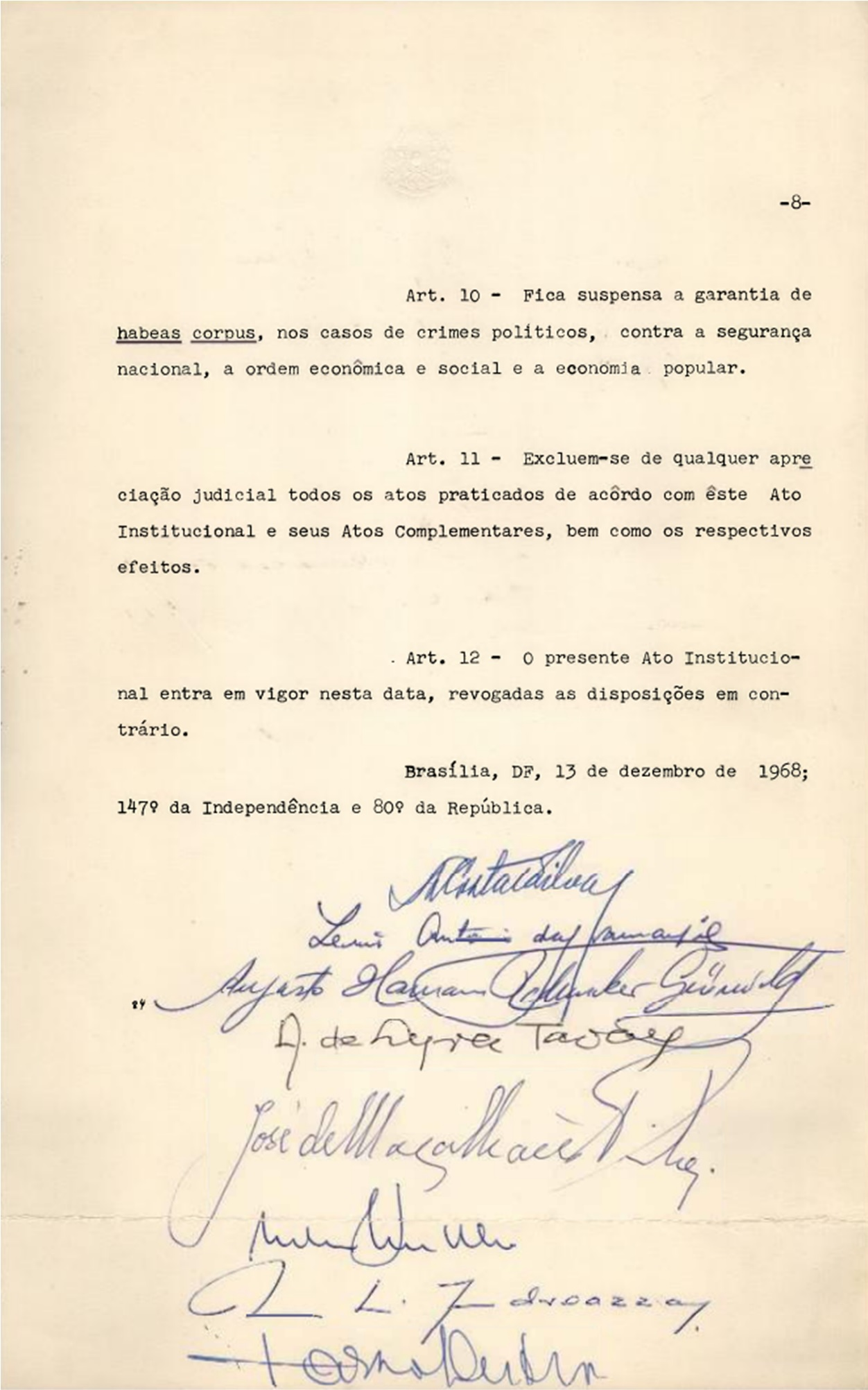
Oitava página do AI-5, onde a assinatura de Delfim Netto aparece na sexta posição, de cima para baixo. Documento sob a guarda do Arquivo Nacional.

Seu primeiro emprego foi como auxiliar de Escritório na Indústria Gessy do Brasil. Quando estudante de economia trabalhou no Departamento de Estradas de Rodagem do Estado de São Paulo.
Participou do Grupo de Planejamento do governo Carvalho Pinto e do Conselho do Fundo de Expansão da Indústria de Base de São Paulo. Entre 1966 e 1967, Delfim Netto foi secretário de Fazenda em São Paulo, no primeiro governo Laudo Natel.
Em 1967 Delfim foi convidado por Costa e Silva para ocupar o cargo de Ministro da Fazenda. Em 13 de dezembro de 1968 votou a favor do AI-5, sugerindo inclusive um aprofundamento do poder do presidente de intervir na economia. Durante o regime Militar, entre 1969 e 1974, foi ministro da fazenda.
Neste período, a Caixa Econômica Federal e a Casa da Moeda passaram a ser empresas públicas e foi criado o Conselho Interministerial de Preços introduzindo alterações profundas em toda a sistemática de acompanhamento da evolução dos preços e custos industriais no País. Criação do Banco Multinacional Brasileiro liderado pelo Banco do Brasil e do European Brazilian Bank (EUROBRAZ) com sede em Londres.
Em 12 de julho de 1972 foi agraciado com a Grã-Cruz da Ordem Militar de Cristo de Portugal.
Em 2005 ingressou no PMDB. Não se reelegeu em 2006 e não se candidatou a cargos eletivos em 2010.
Após o fim de seu mandato parlamentar e a reeleição de Luiz Inácio Lula da Silva, Delfim passou a aconselhar o presidente com bastante frequência, o que gerou, no início do segundo mandato de Lula, especulações de que o ex-deputado estaria sendo sondado para ocupar algum ministério ou a presidência do BNDES, o que posteriormente foi descartado.

## Publicações
- Crônica do Debate Interditado Topbooks, 1998[10]
- Conversas com Economistas Brasileiros Editora 34, 1996[10]
- Moscou, Freiburg e Brasília Topbooks, 1990[10]
- O animal econômico (Coletânea organizada por Fernando Canzian) Três estrelas, 2018) ISBN 978-85-68493-47-2

Delfim teve seus artigos constantemente divulgados pela mídia nacional, tendo assinado a coluna "Sextante", que era publicada regularmente na revista CartaCapital.

## Posições
Em 2012 elogiou a política de Dilma Rousseff.
Em 2013, na Comissão Municipal da Verdade Vladimir Herzog, realizada na Câmara Municipal de São Paulo, afirmou não se arrepender de ter assinado o AI-5 e garantiu que o faria de novo se as condições fossem as mesmas. Em 2021, para o UOL, repetiu a afirmação:
Citação: "Eu voltaria a assinar o AI-5. Eu tenho dito isso sempre. Aquilo era um processo revolucionário, vocês têm que ler jornais daquele momento. As pessoas não conhecem história, ficam julgando o passado, como se fosse o presente. Naquele instante foi correto, só que você não conhece o futuro".
Na mesma entrevista, porém, disse que os que defendem um novo decreto como aquele "são uns idiotas".
Citação: "Hoje nós sabemos para onde queremos ir e aprendemos que só existe um mecanismo para administrar esse país e levá-lo ao progresso, que é o fortalecimento do processo democrático. Isso é um aprendizado"
Foi considerado, por Maria da Conceição Tavares, um economista estruturalista.

## Suspeitas de corrupção

### Caso Delfin
Denúncia pela "Folha de S.Paulo" de dezembro de 1982 apontou que o Banco Nacional da Habitação beneficiou o Grupo Delfin, empresa privada de crédito imobiliário, com Cr$ 70 bilhões para abater parte dos Cr$ 82 bilhões devidos ao banco. Segundo a reportagem, o valor total dos terrenos usados para a quitação era de apenas Cr$ 9 bilhões. Assustados com a notícia, clientes do grupo retiraram seus fundos, o que levou a empresa à falência pouco depois. A denúncia envolveu os nomes dos ministros Mário Andreazza (Interior), Delfim Netto (Planejamento) e Ernane Galvêas (Fazenda), que chegaram a ser acusados judicialmente por causa do acordo.

### Panama Papers
Em 4 de abril de 2016, foi divulgado pelo Consórcio Internacional de Jornalistas Investigativos (ICIJ) que Delfim Netto tem contas em empresas offshore no exterior abertas pela companhia panamenha Mossack Fonseca, especializada em camuflar ativos usando companhias sediadas em paraísos fiscais.

### Operação Lava Jato
Em 2016, uma delação premiada na Operação Lava Jato citou Delfim Netto como envolvido em um recebimento sob investigação nas obras da Usina Hidrelétrica de Belo Monte, no Pará. Pelo menos quatro delatores apontaram propinas de até dez por cento nas obras, em consórcio de empreiteiras que envolveu a Andrade Gutierrez, Camargo Corrêa, Engevix, e outras empreiteiras, todas acusadas de corrupção na Petrobras.  Em 9 de março de 2018 foi objeto de busca e apreensão em uma fase da lava jato, suspeito de receber quinze milhões de reais em propinas, relacionadas à construção da usina de Belo Monte.

## Desempenho eleitoral
| Ana  | Eleição                | Partido | Cargo            | Coalizão                                     | Votos   | %     | Posição | Resultado  |
| ---- | ---------------------- | ------- | ---------------- | -------------------------------------------- | ------- | ----- | ------- | ---------- |
| 1986 | Estaduais de São Paulo | PDS     | Deputado federal | União Popular (PDS, PFL, PDC, PPB, PMB, PND) | 76.342  | 0,49% | 21º     | Eleito     |
| 1990 | Estaduais de São Paulo | PDS     | Deputado federal | União por São Paulo (PDS, PTB, PDC, PRN)     | 142.141 | 0,83% | 4º      | Eleito     |
| 1994 | Estaduais de São Paulo | PPR     | Deputado federal | Força São Paulo (PP, PPR)                    | 94.573  | 0,51% | 15º     | Eleito     |
| 1998 | Estaduais de São Paulo | PPB     | Deputado federal | Viva São Paulo (PPB, PFL, PL, PSL, PST, PRN) | 177.912 | 1,14% | 10º     | Eleito     |
| 2002 | Estaduais de São Paulo | PPB     | Deputado federal | Resolve São Paulo (PPB, PL, PSDC, PTN)       | 131.399 | 0,67% | 35º     | Eleito     |
| 2006 | Estaduais de São Paulo | PMDB    | Deputado federal | PMDB - PP                                    | 38.085  | 0,18% | 122º    | Não eleito |

## Homenagens
Em 2014, fez a doação de 250 mil livros para a USP. O espaço feito para abrigar as obras recebeu seu nome: Biblioteca Delfim Netto.

## Morte
Delfim Netto morreu em 12 de agosto de 2024, no Hospital Israelita Albert Einstein, em São Paulo, onde estava internado em decorrências de complicações no seu quadro de saúde.